# 韓濟
韓濟（1546年—？），字克濟，福建漳州府龍溪縣人，匠籍，明朝政治人物。

## 生平
萬曆元年（1573年）癸酉科福建鄉試第五十一名，萬曆二年（1574年）甲戌科會試第一百名，登二甲第四十三名進士。历官户部、刑部主事，出为武昌府知府，升湖广按察司副使，二十三年二月升布政司右参政。

## 家族
曾祖韓伯元；祖父韓宗信；父韓儀。母陳氏；繼母陳氏。具庆下。兄韓銓。弟绍忠、韩渐。